# Qualificazioni al campionato europeo di football americano 1995
Questa voce raccoglie un approfondimento sui risultati degli incontri e sulle classifiche per l'accesso alla fase finale del Campionato europeo di football americano 1995.

## Squadre partecipanti
Hanno partecipato alle partite di qualificazione 10 squadre:
| Pr. | Squadra       | Data di iscrizione | Partecipante in quanto | Ultima partecipazione ad un campionato europeo |
| --- | ------------- | ------------------ | ---------------------- | ---------------------------------------------- |
| 1   | Gran Bretagna |                    |                        |                                                |
| 2   | Svezia        |                    |                        |                                                |
| 3   | Spagna        |                    |                        |                                                |
| 4   | Ucraina       |                    |                        |                                                |
| 5   | Finlandia     |                    |                        |                                                |
| 6   | Norvegia      |                    |                        |                                                |
| 7   | Italia        |                    |                        |                                                |
| 8   | Belgio        |                    |                        |                                                |
| 9   | Francia       |                    |                        |                                                |
| 10  | Germania      |                    |                        |                                                |

## Risultati

### Zona Nord

#### Incontri
| Göteborg 26 marzo 1995 | Svezia | 67 – 0 | Norvegia | Valhalla IP |

| Helsinki 26 aprile 1995 | Finlandia | 24 – 7 | Svezia | Töölön jalkapallostadion |

| 1995 | Norvegia | 7 – 63 | Finlandia |  |

#### Classifica
| Squadra   | %     | G | V | P | S | PF | PS  | DP   |
| --------- | ----- | - | - | - | - | -- | --- | ---- |
| Finlandia | 1.000 | 2 | 2 | 0 | 0 | 87 | 14  | +73  |
| Svezia    | 0.500 | 2 | 1 | 0 | 1 | 74 | 24  | +50  |
| Norvegia  | 0.000 | 2 | 0 | 0 | 2 | 7  | 130 | -123 |

### Zona Centro
La Gran Bretagna avrebbe dovuto incontrare la vincente fra Ucraina e Germania, ma all'ultimo momento la Germania si ritirò. L'incontro fra Ucraina e Gran Bretagna avrebbe dovuto disputarsi il 2 aprile ma, dal momento che l'Ucraina non sarebbe stata in grado di rispettare la data, la EFAF disse alla nazionale britannica che la partita avrebbe dovuto aver luogo il 12 agosto. Questo avrebbe significato che la vincente avrebbe dovuto affrontare 3 incontri in una settimana, quindi la Gran Bretagna si ritirò, lasciando l'accesso alla competizione europea all'Ucraina.

#### Tabellone
|  | Semifinali     | Semifinali     | Semifinali     |                |   | Finale        | Finale        | Finale |  |
|  |                |                |                |                |   |               |               |        |  |
|  |                |                |                |                |   | Gran Bretagna | Gran Bretagna | 0      |  |
|  |                |                |                |                |   | Gran Bretagna | Gran Bretagna | 0      |  |
|  |                |                | Ucraina (tav.) | Ucraina (tav.) | 1 |               |               |        |  |
|  | Ucraina (tav.) | Ucraina (tav.) | Ucraina (tav.) | Ucraina (tav.) | 1 | 1             |               |        |  |
|  | Ucraina (tav.) | Ucraina (tav.) |                |                |   |               |               |        |  |
|  | Germania       | Germania       | 0              |                |   |               |               |        |  |

#### Incontri
| 1995 | Ucraina | 1 – 0 (a tavolino) | Germania |  |

| 1995 | Ucraina | 1 – 0 (a tavolino) | Gran Bretagna |  |

### Zona Sud

#### Tabellone
|  | Semifinali | Semifinali | Semifinali |        |         | Finale  | Finale | Finale |  |
|  |            |            |            |        |         |         |        |        |  |
|  | Francia    | Francia    | 71         |        |         |         |        |        |  |
|  | Francia    | Francia    | 71         |        |         |         |        |        |  |
|  | Spagna     | Spagna     | 6          |        |         |         |        |        |  |
|  | Spagna     | Spagna     | 6          |        | Francia | Francia | 6      |        |  |
|  |            |            |            |        | Francia | Francia | 6      |        |  |
|  |            |            | Italia     | Italia | 13      |         |        |        |  |
|  | Italia     | Italia     | Italia     | Italia | 13      | 74      |        |        |  |
|  | Italia     | Italia     |            |        |         |         |        |        |  |
|  | Belgio     | Belgio     | 6          |        |         |         |        |        |  |

#### Incontri

##### Semifinali
| Tolosa 1994 | Francia | 71 – 6 | Spagna |  |

| Roma 1º ottobre 1994, ore 14:00 | Italia | 74 – 6 | Belgio | Stadio dei Marmi |

##### Finale
| Bondoufle 1994 | Francia | 6 – 13 | Italia | Stade Robert-Bobin |

### Verdetti
- Finlandia, Ucraina e Italia ammesse al Campionato europeo di football americano 1995.